# Refinería Ing. Antonio Dovalí Jaime
La refinería Ing. Antonio Dovalí Jaime, también llamada refinería de Salina Cruz, es una refinería de petróleo ubicada en Salina Cruz en el estado mexicano de Oaxaca. Junto a otras cinco refinerías, forma parte del Sistema Nacional de Refinación (SNR), propiedad de la empresa paraestatal mexicana Petróleos Mexicanos (PEMEX).

## Toponimia
Su nombre rinde homenaje al ingeniero civil zacatecano Antonio Dovalí Jaime, egresado de la Escuela Nacional de Ingenieros. Ocupó diversos cargos como subsecretario de Obras Públicas (1949 a 1952), cuya gestión se desarrollaron diversos proyectos como la carretera México-Cuernavaca y el Aeropuerto Internacional de la Ciudad de México, y director del Instituto Mexicano del Petróleo (1966-1970).

## Historia
Fue la última refinería que construyó PEMEX (hasta la Refinería Dos Bocas). Comenzó operaciones el 4 de abril de 1979, [cita requerida] y fue inaugurada el 4 de agosto de 1979 por el presidente José López Portillo.

### Historial de incendios
- En junio de 2017 ocurrió un incendio en la refinería a consecuencia de una inundación provocada por la tormenta tropical Calvin.
- En abril de 2022 ocurrió un incendio, que obligó a evacuar a los habitantes próximos a las instalaciones.[2]
- En mayo de 2023 ocurrió un incendio en la refinería.[3]
- En septiembre de 2024 ocurrió un incendio en la refinería, también hubo derrame de contaminantes en el mar.[4]
- En noviembre ocurrió el segundio incendio del año en la refinería.[5]

## Características
Tiene su sede en el Municipio de Salina Cruz. Cuenta con un área de 767 ha. Su infraestructura consta de un total de cincuenta y seis áreas de proceso. 
Tiene una capacidad de producción estimada de 360 000 barriles por día; sin embargo, debido a su deterioro produce 260 000 barriles por día.
Es la responsable del suministro gasolina, diésel, turbosina, gasavión, combustóleo, entre otros a los puertos de Acapulco, Lázaro Cárdenas, Manzanillo, Mazatlán, entre otros, que abastecen de combustibles a la litoral del Pacífico. Su terminal marítima exporta crudo y combustóleo a países como Japón, Estados Unidos, República de China y Singapur.[cita requerida] Provee a las terminales de almacenamiento de Oaxaca, Tuxtla Gutiérrez y Tapachula.